# Erebia zapateri
Erebia zapateri és una espècie de lepidòpter papilionoïdeu de la família dels nimfàlids (Nymphalidae) endèmica de la península Ibèrica.

## Distribució
Espècie endèmica de la península Ibèrica, on és present en diverses serralades de les províncies de Guadalajara, Conca i Terol, com ara la Serranía de Cuenca, els Monts Universals, la  Serra d'Albarrasí i la Serra de Javalambre.

## Descripció
Dimorfisme sexual poc aparent. Anvers de color bru fosc amb una banda ataronjada a la part exterior que conté un mínim de dos ocels negres amb centre blanc a l'ala anterior. Revers de l'ala anterior semblant a l'anvers, però amb la punta grisosa. Revers de l'ala posterior de color bru fosc, amb una franja més clara a la part exterior. Les femelles són més clares i acostumen a presentar un nombre més gran d'ocels i aquests acostumen a ser de mida més gran.

## Hàbitat
Clarianes herboses i amb presència dispersa d'arbustos en pinedes i boscos de Quercus spp., així com pinedes disperses amb sòls pedregosos i herba baixa, sempre en sòls calcaris. Rang altitudinal des dels 1050 m fins als 1650 m. L'eruga s'alimenta de diverses gramínies, com ara Festuca i Poa.

## Període de vol i hibernació
Vola en una única generació entre finals de juliol i principi de setembre, amb les femelles emergint de 10 a 12 dies més tard que els primers mascles. Hiberna com a eruga.